# آنکاساکاسا تسیبیرای
آنکاساکاسا تسیبیرای (انگلیسی: Ankasakasa Tsibiray) یک منطقهٔ مسکونی در ماداگاسکار است که در ملاکی (ماداگاسکار) واقع شده‌است.